# Rosemary Lowe-McConnell
Rosemary Helen Lowe-McConnell, född Rosemary Helen Lowe 24 juni 1921, död 22 december 2014, var en engelsk iktyolog, ekolog och limnolog känd för forskning om tilapia och vattenbruk. Hon arbetade i de tropiska vattnen i Afrika och Sydamerika och var en pionjär i studien av tropisk fiskekologi och tidig användare av dykning för vetenskaplig forskning.

## Biografi
Rosemary Helen Lowe utbildades vid Howell's School i Denbigh, Wales innan hon tog B.S., M.Sc. och D.Sc. examina från University of Liverpool.
Efter andra världskriget, 1945, genomförde Lowe-McConnell en undersökning av tilapia- fiske i södra delen av Malawisjön och fortsatte den tidigare undersökningen från 1939 av Ethelwynn Trewavas, Kate Ricardo Bertram och John Borley. Lowe-McConnell fick inget stöd från några fiskeriforskningsorganisationer för denna undersökning utan förlitade sig starkt på lokala fiskare för hjälp med sin forskning. Som ett resultat av dessa studier producerade Lowe-McConnell en värdefull redogörelse för tilapia-fisket som låg till grund för efterföljande undersökning av malawiska ciklider. I undersökningen identifierade Lowe-McConnell fem tilapiinarter samt studerade andra ekonomiskt värdefulla fiskar, inklusive Labeo mesops.
1948 studerade Lowe-McConnell som forskningsansvarig vid British Overseas Research Service vid de ugandiska stränderna vid Victoriasjön. Här hjälpte hon till att grunda East African Fisheries Research Organisation (östafrikanska fiskeriforskningsorganisationen) och fungerade kort som dess tillförordnade chef. Hennes forskning fokuserade återigen på tilapia som en potentiell fiskeart. Under denna tid hjälpte hon många forskare, inklusive Hugh Cott vid hans krokodilstudier och Humphry Greenwood i hans forskning om haplokrominciklider. Lowe-McConnells forskning under denna period fungerade som en grund för senare bedömningar av påverkan som fiske och andra mänskliga aktiviteter har på matfiskar.
Efter att hon gifte sig med geologen Richard McConnell den 31 december 1953 var hon tvungen att sluta på British Colonial Service på grund av organisationens regler om äktenskap. Denna regel förhindrade permanent anställning av en gift kvinna i British Public Service.
Strax efter deras bröllop flyttade McConnells till Bechuanalandprotektoratet, där deras gemensamma forskning fokuserade på Botswanas naturhistoria. Under denna tid utnämndes Lowe-McConnell till iktyolog på R.V. Cape St Mary för att utföra marint fältarbete på den outforskade Guyanahyllan. Hon utvecklade också sin Okavango-fisksamling, nu inrymd i Natural History Museum, London. 1955 beskrev hon fyra nya arter och underarter av tilapias i sjön Jipe och Panganifloden.
1957 blev Richard chef för Geological Survey i Brittiska Guyana och Lowe-McConnell gav honom forskningsstöd. Hon anställdes också av Guiana Department of Agriculture and Fisheries för att genomföra fiskundersökningar i ostuderade områden, vilket gav en grund för att studera de olika och ekologiskt komplexa Rupununi-fisksamhällena. Hennes artikel från 1959 om skillnaderna mellan tilapia-arter tjänade som grund för Ethelwynn Trewavas uppdelning av tilapiinfiskarter.
När Richard gick i pension 1962 flyttade McConnells tillbaka till England, där Lowe-McConnell började arbeta på Natural History Museum, London. Medan hon var på museet arbetade Lowe-McConnell nära med Ethelwynn Trewavase om deras omfattande samlingar och global forskning. 1968 utnämndes Lowe-McConnell till ichtyolog vid Royal Society of London/Royal Geographical Society på Xavantina Cachimbo expeditionen till nordöstra Mato Grosso, Brasilien. Hon reste till Gatúnsjön i Panamá 1979 för att hjälpa Thomas Zaret att studera effekterna av en introducerad cichla-art.
Lowe-McConnell var allmänt känd som en ledare inom sitt område och deltog i många internationella konferenser, projekt och publikationer. Hennes arbete efterfrågades av globala organisationer, inklusive Food and Agriculture Organization, FN:s utvecklingsprogram och International Center of Living Aquatic Resources Management. Under 1980-talet till början av 2000-talet arbetade Lowe-McConnell med forskningsprojekt och styrningsorgan, inklusive Lake Victoria Fisheries Organization.
Lowe-McConnell fortsatte att vara aktiv inom sitt område fram till sin död den 22 december 2014 i St. George's Park i Ditchling, England.

## Utmärkelser
1997 tilldelades Lowe-McConnell Linnean Medal i zoologi av Linnean Society of London.

## Valda publikationer
Lowe-McConnell var författare eller medförfattare för över 80 publikationer och redigerade eller samredigerade tre böcker.
- Notes on the fishes found in Georgetown fish markets and their seasonal fluctuations (1962)
- Man-made Lakes (1966)
- Speciation in tropical environments, med Ernst Mayr (1969)
- Fish communities in tropical freshwaters: their distribution, ecology and evolution (1975)
- Ecology of fishes in tropical waters (1977)
- The functioning of freshwater ecosystems, med E. D. Le Cren (1980)
- Ecological studies in tropical fish communities (1987)
- Symposium on Resource Use and Conservation of the African Great Lakes: Bujumbura 1989; with 18 tables (1992)
- Land of waters: explorations in the natural history of Guyana, South America (2000)
- Recent research in the African great lakes: fisheries, biodiversity and cichild evolution (2003)
- The Tilapia Trail: The life story of a fish biologist (2006)